# NGC 4739
NGC 4739 (również PGC 43571) – galaktyka eliptyczna (E), znajdująca się w gwiazdozbiorze Panny. Odkrył ją William Herschel 3 marca 1786 roku.